# The Mick
The Mick é uma série de televisão americana, transmitida pela Fox. Criado por Dave Chernin e John Chernin, a série estrela Kaitlin Olson, que também é um produtor executivo. A série estreou em 1 de janeiro de 2017 e retomou em sua entrada regular da terça-feira à noite em 3 de janeiro de 2017. Em 11 de janeiro de 2017, Fox pegou a série por uma temporada completa de 17 episódios .
Em 21 de fevereiro de 2017, a Fox renovou a série para uma segunda temporada,  lançada em 26 de setembro de 2017. Em 10 de maio de 2018, a Fox cancelou a série após duas temporadas.
No Brasil, estreou na FOX em 01 de julho de 2017.

## Enredo
Mackenzie "Mickey" Murphy, uma mulher irresponsável, se muda de Warwick, Rhode Island, para Greenwich, Connecticut. Ela é forçada a cuidar dos filhos mimados de sua irmã rica depois que a mãe foge do país para evitar acusações criminais.

## Elenco
Principal
| Ator               | Personagem                |
| ------------------ | ------------------------- |
| Kaitlin Olson      | Mackenzie "Mickey" Murphy |
| Sofia Black-D'Elia | Sabrina Pemberton         |
| Thomas Barbusca    | Chip Pemberton            |
| Jack Stanton       | Ben Pemberton             |
| Carla Jimenez      | Alba                      |
| Scott MacArthur    | Jimmy                     |

Recorrente
| Ator             | Personagem  |
| ---------------- | ----------- |
| Susan Park       | Liz         |
| Dave Annable     | Teddy Grant |
| Hector Buentello | Geno Pinero |

## Episódios

### 1ª Temporada (2017)
| # | Título             | Dirigido por    | Escrito por                                         | Estreia Original        | Prod. código | Visualizadores (milhões) |
| --- | ------------------ | --------------- | --------------------------------------------------- | ----------------------- | ------------ | ------------------------ |
| 1 | "Piloto"           | Randall Einhorn | Dave Chernin e John Chernin                         | 1º de janeiro de 2017   | 1AZT01       | 8.58                     |
| Irresponsável mulher Mackenzie "Mickey" Molng está visitando sua irmã Poodle, que se casou com a riqueza, quando Poodle e seu marido Christopher são presos pelo FBI por fraude e evasão de impostos. Poodle pede a Mickey para assistir seus filhos até que as coisas sejam resolvidas. Mickey imediatamente entra em conflito com a filha mais velha, Sabrina e a vizinha Liz, dá conselhos ruins ao meio da criança, e faz com que o filho mais novo Ben tenha uma reação alérgica. Assim como Mickey decide que ela não é cortada para pais, Poodle chama para dizer que ela e Christopher estão fugindo do país. |                    |                 |                                                     |                         |              |                          |
| 2 | "Os avós"          | Randall Einhorn | Dave Chernin e John Chernin                         | 3 de janeiro de 2017    | 1AZT02       | 3.37                     |
| Mickey decide voltar para casa em Rhode Island com Alba no reboque, deixando as crianças nas mãos de sua avó severa e severa (do lado de Christopher). No entanto, Mickey é obrigado de volta a Greenwich quando o empréstimo do Jimmy se visita. |                    |                 |                                                     |                         |              |                          |
| 3 | "The Buffer"       | Todd Biermann   | Laura Chinn                                         | 10 de janeiro de 2017   | 1AZT04       | 2.97                     |
| Mickey descobre que Sabrina não está usando nenhuma forma de controle de natalidade em suas relações com o namorado Kai. Depois de várias tentativas mal sucedidas para mudar a mente de Sabrina, Mickey e Alba se juntam para enganar Sabrina para pensar que está grávida. Enquanto isso, Chip quer fazer uma garota na escola para descobrir com ele, e recebe conselhos ruins de Jimmy. |                    |                 |                                                     |                         |              |                          |
| 4 | "O balão"          | Randall Einhorn | Scott Marder                                        | 15 de janeiro de 2017   | 1AZT07       | 4.09                     |
| Depois de esquecer o aniversário de Ben, Mickey e a família se esforçam para jogar uma festa atrasada. Jimmy contrata um palhaço de aniversario lavado para a festa de Ben com um hábito recreativo questionável. Sabrina e Chip alugaram um pônei para Ben, que acaba levando Chip em uma aventura ao redor do bairro. |                    |                 |                                                     |                         |              |                          |
| 5 | "O fogo"           | Kat Coiro       | Brian Keith Etheridge e Dave Chernin e John Chernin | 17 de janeiro de 2017   | 1AZT08       | 2.77                     |
| Ben tem um amigo aparentemente imaginário que o faz fazer coisas estranhas, então Chip tenta remediar o problema passando mais tempo com seu irmãozinho. Após o hábito de fumar de Mickey e Sabrina provoca um incêndio que queima a casa de hóspedes de Liz, eles consideram a culpa de Ben. |                    |                 |                                                     |                         |              |                          |
| 6 | "O mestre"         | Iain MacDonald  | Dill Harper                                         | 24 de janeiro de 2017   | 1AZT06       | 2.76                     |
| Depois de um encontro com Jimmy se tornar um desastre, Mickey conhece Teddy Grant ( Dave Annable ), um rico herdeiro pelo qual ela rapidamente se apaixona. Ela então se engana, ficando intoxicada com álcool e medicação do mar na primeira data no seu iate. Depois de descobrir o quarto principal na mansão familiar, Mickey planeja usá-lo para seu segundo encontro com Teddy. No entanto, Chip e Sabrina discutem no quarto, com Chip querendo o quarto livre até que seus pais voltem para casa, enquanto Sabrina quer o quarto para si mesma, dizendo a Chip que seus pais não estão voltando. Enquanto isso, Alba mantém Ben preocupado ao assistir programação infantil em seu tablet, mas acidentalmente o coloca para assistir filmes de terror em vez disso. |                    |                 |                                                     |                         |              |                          |
| 7 | "The Country Club" | Randall Einhorn | Christine Nangle                                    | 31 de janeiro de 2017   | 1AZT05       | 2.97                     |
| O assessor financeiro de Pemberton diz que não consegue descobrir o que está acontecendo com seu dinheiro, mas sugere que eles mantenham um perfil baixo. Ao mesmo tempo, eles descobriram que o colunista de tablóides Oliver Fishburn ( Sam Pancake ) está escrevendo uma peça condenatória sobre a queda da paixão de Pemberton desde que Poodle e Christopher foram atacados por evasão de impostos. Mickey decide ir ao clube para interceptá-lo. Isso contrasta quando Chip descobre que ele foi rebaixado no último quarteto em um torneio de golfe, enquanto Sabrina tem que reviver um incidente embaraçoso de sua infância. |                    |                 |                                                     |                         |              |                          |
| 8 | "The Snitch"       | Randall Einhorn | Scott MacArthur                                     | 7 de fevereiro de 2017  | 1AZT09       | 2.48                     |
| O capitão da equipe de lacrosse da escola de Chip recompensa os jogadores por uma grande vitória, enviando uma mensagem de texto a uma foto de uma mulher nua (com a cabeça e o rosto não mostrados). Chip é pego pelo principal que vê a foto e tem que decidir entre se salvar ou reclamar no capitão da equipe, o que Mickey sugere fortemente que ele não faz. No entanto, quando Chip percebe de quem é o corpo na foto, a decisão é tomada para ele. Enquanto isso, a família Rolls Royce é encravada por alguém, enquanto Alba está fora com Ben, forçando Alba a fazer Ben ignorar o que ele ouviu de Mickey e se tornar um mesmo. |                    |                 |                                                     |                         |              |                          |
| 9 | "A confusão"       | Geeta V. Patel  | Lindsay Golder                                      | 14 de fevereiro de 2017 | 1AZT10       | 2,47                     |
| Mickey não se surpreende quando Sabrina e Chip não reconhecem sua autoridade, mas ela está desapontada quando eles começam a transformar Ben contra ela, também. À medida que as crianças e Jimmy se dirigem para uma festa de lixo branco jogada pelo amigo de Sabrina, Mickey tenta ganhar alavanca de qualquer jeito e pode ganhar o respeito. |                    |                 |                                                     |                         |              |                          |
| 10 | "A bagagem"        | Matt Sohn       | Scott Marder                                        | 21 de fevereiro de 2017 | 1AZT11       | 2.38                     |
| Mickey não quer que seu último interesse romântico Dante (Bert Belasco) saiba sobre sua "bagagem", mas acontece que ele é ótimo com os filhos de Pemberton - talvez por uma falha. Enquanto isso, os outros homens interessados em Mickey (Jimmy, Jerry do clube e Fred the Fed) tentam sabatoge seu romance com Dante. Além disso, Ben continua matando seu coelho de estimação, apenas para substituí-lo substituído por Alba, porque não acredita que esteja pronto para aprender sobre a morte. |                    |                 |                                                     |                         |              |                          |
| 11 | "A menina nova"    | Randall Einhorn | Brian Keith Etheridge                               | 28 de fevereiro de 2017 | 1AZT03       | 2.41                     |
| Depois que o diretor sugere fortemente que Ben não se encaixa e está ficando para trás em seus estudos, Mickey o puxa furiosamente da escola. Com apenas duas escolas aceitando novos alunos, uma delas uma escola pública a 40 quilômetros de distância, Mickey deixa Ben se vestir como uma menina e tenta apresentá-lo como transgênero para a escola privada de todas as raparigas do outro lado da rua. Enquanto isso, depois que Mickey sugere que Sabrina e Chip não têm diversidade em sua vida, ambos ficam com Alba e tentam aprender mais sobre sua cultura. |                    |                 |                                                     |                         |              |                          |
| 12 | "O lobo"           | Randall Einhorn | Mehar Sethi                                         | 21 de março de 2017     | 1AZT12       | 2,25                     |
| Chip passa por um site para obter uma namorada da Europa Oriental chamada Yulia ( Izabella Miko ). Ele então envia seu dinheiro para vir para a América, no entanto, Mickey tem certeza de que ele foi levado e tenta dar-lhe lições de vida para fortalecê-lo. Enquanto isso, o noivo de Sabrina, Kai, deixa sua escola para o seu caminho de carreira e começa a sair com Jimmy, fazendo com que Sabrina se preocupe com o fato de que Kai seja um adormecido como Jimmy. |                    |                 |                                                     |                         |              |                          |
| 13 | "O bully"          | Kat Coiro       | Nancy M. Pimental                                   | 28 de março de 2017     | 1AZT13       | 2.41                     |
| Depois de ouvir que Sabrina está sendo atacada on-line por um colega de classe, Mickey tenta ajudar aprendendo como ser um cibercafé, mas ela só piora as coisas. Enquanto isso, Jimmy não pode dar ao luxo de extrair um dente doloroso porque ele não tem seguro, então ele tenta uma auto-extração com a ajuda de Chip e Ben. |                    |                 |                                                     |                         |              |                          |
| 14 | "O aquecedor"      | Randall Einhorn | Scott Marder                                        | 4 de abril de 2017      | 1AZT14       | 2.09                     |
| Quando Mickey percebe que Ben usou chips de casino para planetas em um diorama de sistema solar, e Ben revela que há mais fichas escondidas na cova de seu pai, o velho vício de jogo de Mickey entra. Alba tenta resgatar Mickey do cassino, mas fica preso em A própria corrida. Com os dois desaparecidos, Sabrina, Chip e Jimmy discutem quem deve estar no comando da família. Enquanto isso, Ben viaja para o cassino em um ônibus sozinho e é encontrado por Alba fora do cassino que o traz de volta com segurança. |                    |                 |                                                     |                         |              |                          |
| 15 | "The Sleepover"    | Árvore de Prata | Dominic Dierkes & Christian Lander                  | 11 de abril de 2017     | 1AZT15       | 2.17                     |
| Chip está emocionado quando um colega de classe popular chamado Dylan ( Griffin Gluck ) parece gostar dele, e ele o convida para uma piada, na esperança de aumentar sua própria popularidade. Acontece que Dylan está usando Chip para ter um lugar para descobrir com sua namorada, dado que Mickey tem uma reputação de ser um guardião parental relaxado. Enquanto isso, o pesadelo recorrente de Ben torna-se muito real quando Jimmy tira uma brincadeira sobre Alba. |                    |                 |                                                     |                         |              |                          |
| 16 | "O Implante"       | Richie Keen     | Dave Chernin e John Chernin                         | 25 de abril de 2017     | 1AZT17       | 2.27                     |
| Sabrina diz que sua mãe prometeu seus implantes mamários para o aniversário de 18 anos e quer ganhar dinheiro com o presente no início. Mickey avança e sugere que eles usem implantes sob seus sutiãs para que ela possa provar a Sabrina como sua vida mudará. Mas um acidente quando as senhoras fazem brunch leva a um implante caro sendo destruído. Enquanto isso, Mickey ordena a Jimmy que faça "coisas de homem" com Chip e Ben depois que os meninos temem uma aranha. Jimmy leva-os para um jogo de futebol New England Patriots , onde ele luta para os fanáticos de Green Bay Packers . |                    |                 |                                                     |                         |              |                          |
| 17 | "O intruso"        | Matt Sohn       | Mehar Sethi                                         | 2 de maio de 2017       | 1AZT16       | 1.89                     |
| A família tem um encontro com um casal de intrusos domésticos que se tornaram Christopher e Poodle, os pais fugitivos das crianças. Seu retorno coloca Mickey em desacordo com eles sobre quem é melhor para as crianças. Enquanto isso, Jimmy é baleado durante a altercação que o coloca em uma cama de hospital e sob custódia policial por alguns mandados pendentes. Ele então decide jogar o longo jogo ao trocar a liberdade de Christopher e Poodle para o seu próprio. Poodle força a Alba a ser a empregada novamente, então ela planeja livrar a casa dela e Christopher para o bem. Jimmy é visto por última vez sendo eletricamente chocado depois que a polícia recebe o paradeiro dos pais de Alba. Christopher e Poodle são eventualmente atacados por cães policiais e presos, mas não antes de Poodle indicar que Chip não é Christopher ' Filho biológico. Depois disso, Mickey e a família se preparam para contar a Ben sobre a notícia, mas ele acendeu seu quarto em chamas, e toda a casa de Pemberton logo se envolveu em chamas. |                    |                 |                                                     |                         |              |                          |

## Desenvolvimento e Produção
O piloto foi escrito por Dave Chernin e John Chernin com direção de Randall Einhorn. A série é filmada como uma configuração de câmera única. O Chernins, Olson, e Einhorn servem como produtores executivos. É filmada inteiramente em Hollywood, a casa de Greenwch é realmente uma mansão de Los Angeles.
Em 29 de fevereiro de 2016, foi anunciado que Sofia Black-D'Elia iria viver a personagem Sabrina. Foi anunciado que Kaitlin Olson iria viver a personagem Mackenzie em 2 de março de 2016. Thomas Barbusca, Jack Stanton e Carla Jimenez foram escolhidos como Chip Pemberton, Ben Pemberton e Alba respectivamente em 18 de março de 2016. Susan Park foi escolhida como Liz.

## Recepção
The Mick recebeu críticas mistas. Em Rotten Tomatoes a classificação da temporada é de 58%, com base em 26 avaliações, com uma nota média de 6.1 / 10, apesar de manter uma classificação de audiência de 93%. O consenso crítico do site diz: "O charme considerável de Kaitlin Olson não é suficiente para manter o intermitentemente engraçado". No Metacritic, a temporada tem uma pontuação De 50 em 100, com base em 27 críticos, indicando "revisões mistas ou médias".